# کرشو پوکشتس
کرشو پوکشتس (کرواتی: Krešo Pukšec; ۲ اکتبر ۱۹۲۰ – ۲۶ اوت ۱۹۹۰) بازیکن فوتبال اهل کرواسی بود.
از باشگاه‌هایی که در آن بازی کرده‌است می‌توان به باشگاه فوتبال لوکوموتیو زاگرب، باشگاه فوتبال کنکوردیا، و باشگاه فوتبال دینامو زاگرب اشاره کرد.
وی همچنین در تیم ملی فوتبال کرواسی بازی کرده‌است.